# Ferrari Testa Rossa
Ferrari Testa Rossa byl závodní vůz automobilky Ferrari. Automobil poháněl dvanáctiválec od Aurelia Lampredi. ten byl umístěn vpředu. V letech 1958, 1960, 1961 a 1962 vyhrály tyto vozy závod 24 hodin Le Mans.
Název Testa Rossa byl použit kvůli červené hlavě válců.

## Motor
- objem: 2 953 cm3
- max. výkon: 221 kW (300 k) při 7 200 ot/min
- vrtání × zdvih: 73 × 58,8 mm
- 6krát karburátor Weber 38 DCN

Vůz měl maximální rychlost 270 km/h.